# Spoorwegen in Estland

Het spoorwegennetwerk van Estland in 2008

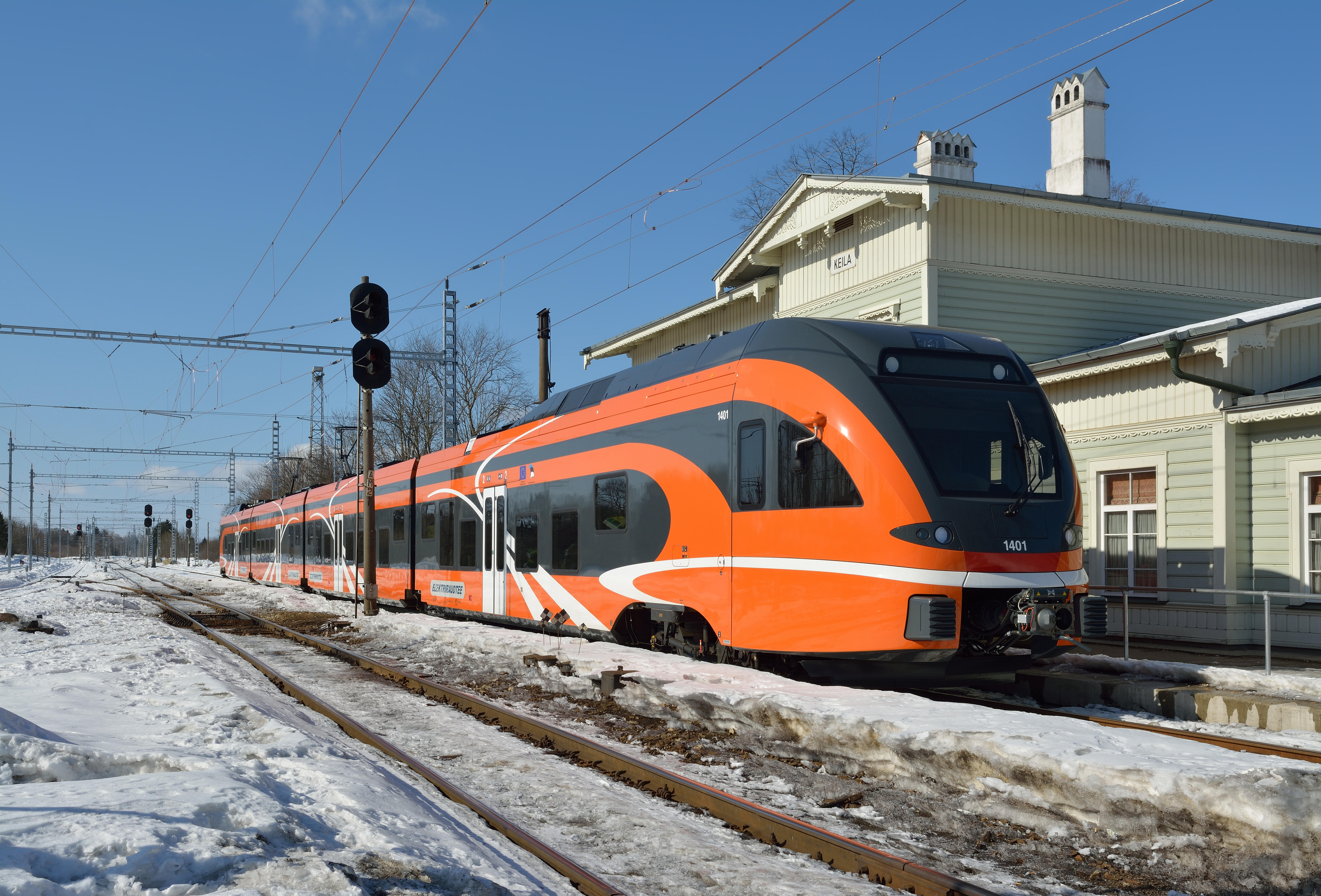
Stadler Flirt te Keila, 2013

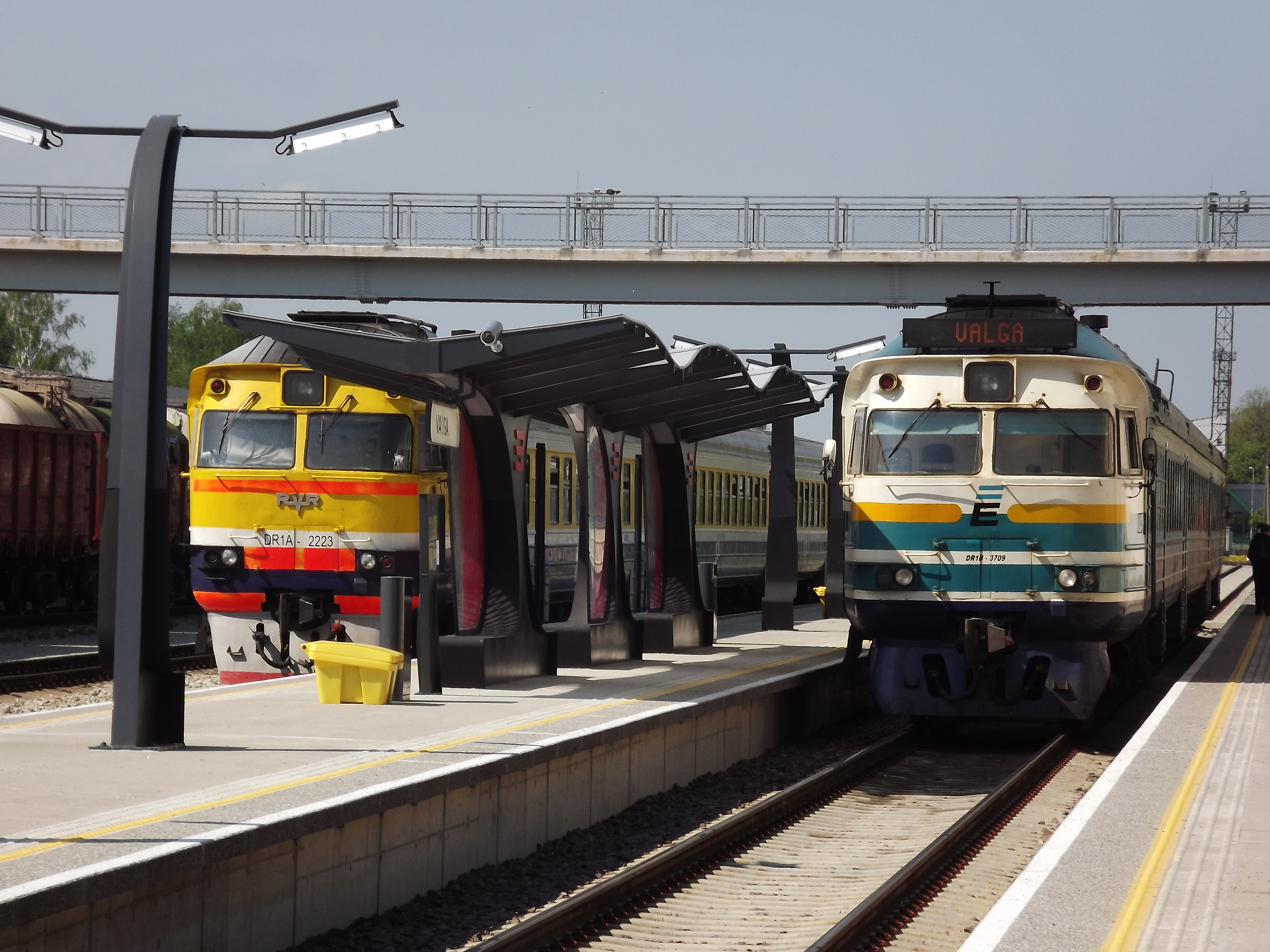
Dieseltreinstellen in Valga, 2013

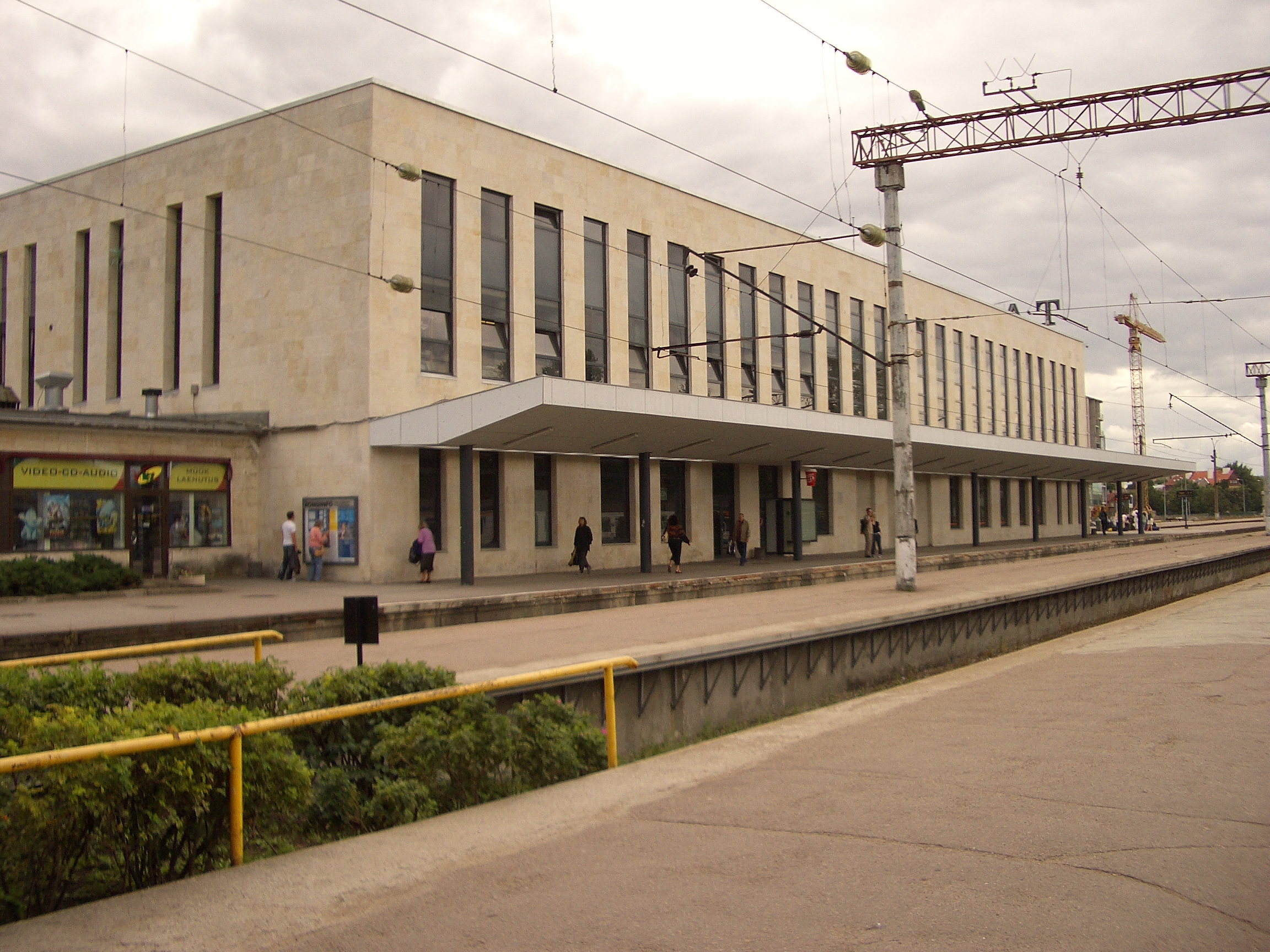
Balti jaam / Baltisch Station (Tallinn), 2007

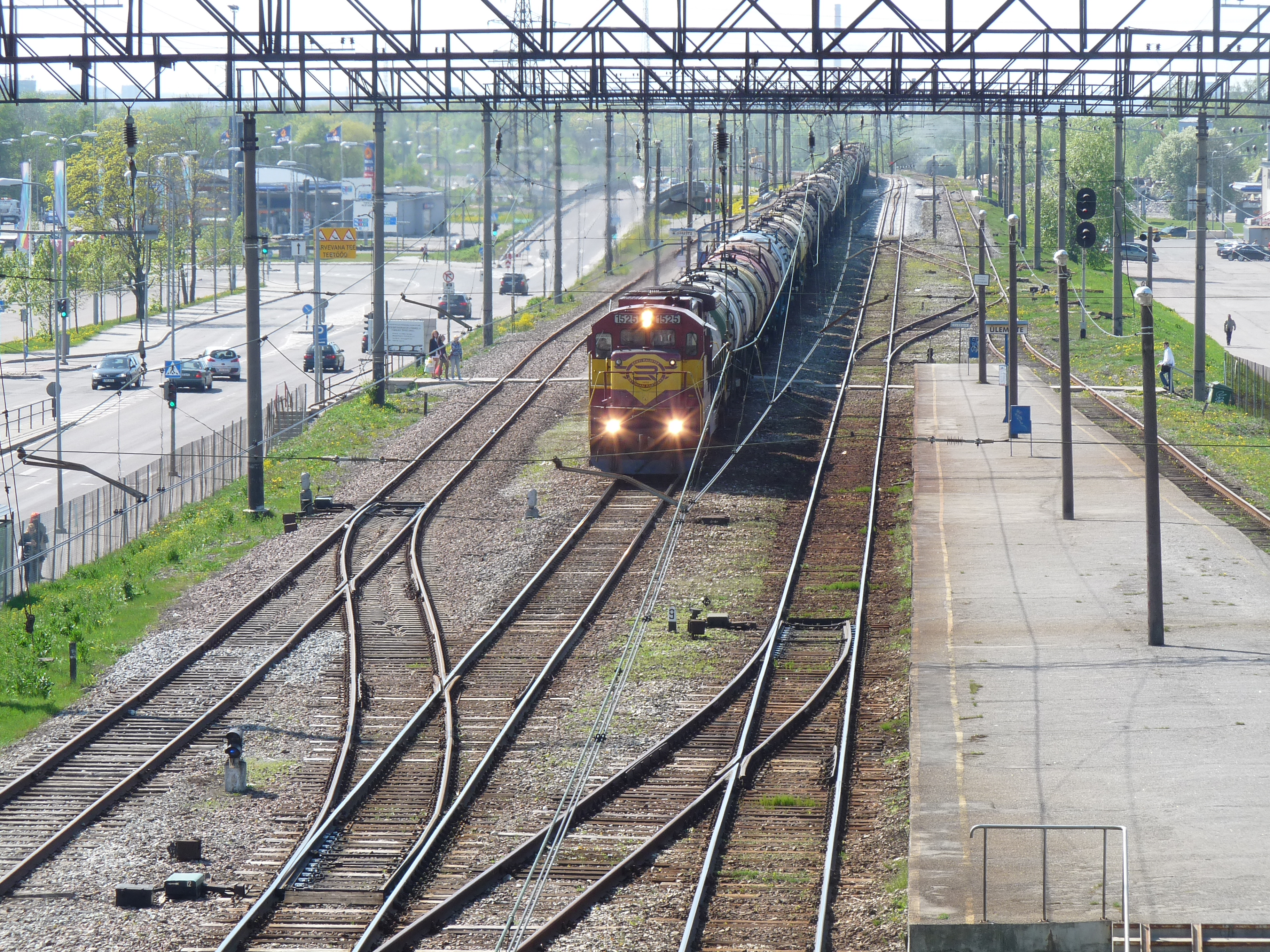
Goederentrein passeert station Ülemiste in Tallinn, 2011

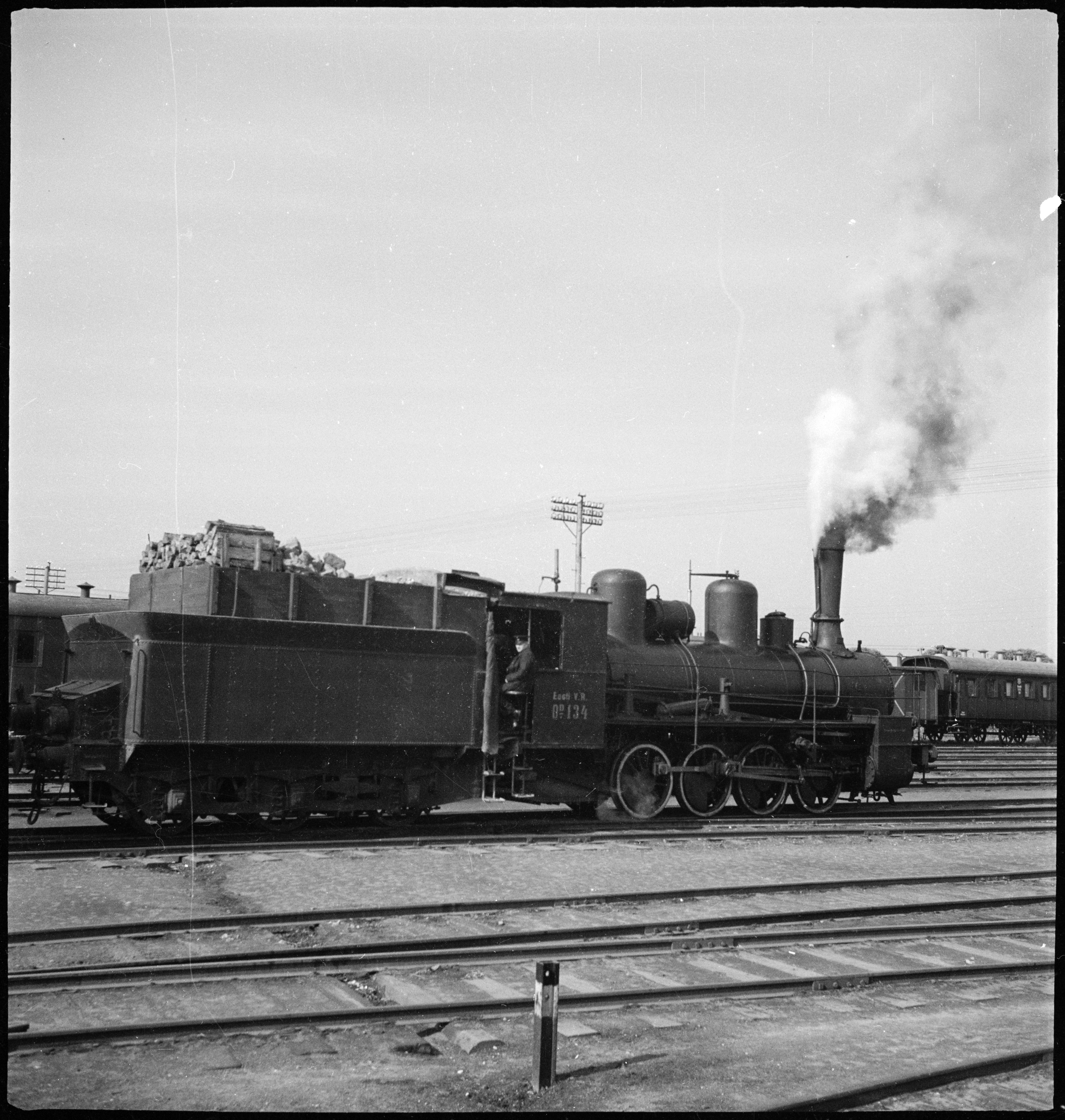
Stoomlocomotief in Narva, 1937

De spoorwegen van Estland vormen een netwerk van 968 kilometer lang. Van deze bijna duizend kilometer is slechts 132 kilometer geëlektrificeerd. Estland maakt gebruik van Russisch breedspoor. Dit betekent dat de koppen van de spoorstaven 1520 millimeter uit elkaar liggen. Dit is iets breder dan normaalspoor (1435 mm), dat onder andere in Nederland en België wordt gebruikt.

## Personenvervoerders
De enige personenvervoerder was sinds de onafhankelijkheid in 1991 AS Eesti Raudtee. In 1997 werd het bedrijf gesplitst in drie nieuwe maatschappijen met verschillende taken:
- Edelaraudtee AS: Zorgde voor nationale treindiensten met dieseltreinen. Sinds 1 januari 2014 verzorgt deze maatschappij alleen nog goederenvervoer.
- AS Eesti Liinirongid (Elron): Zorgt voor stedelijke treindiensten rond Tallinn met elektrische treinen. Voor 2013 heette het bedrijf Elektriraudtee. Sinds 1 januari 2014 verzorgt Elron ook alle andere binnenlandse treindiensten, die met dieseltreinen worden gereden.
- GoRail: Zorgt voor internationale treinen en laat nachttreinen rijden tussen Tallinn en Moskou en tussen Tallinn en Sint Petersburg. Voor 2006 heette het bedrijf EVR Ekspress

## Eigenaren
Eesti Raudtee heeft de belangrijkste spoorwegen in bezit. Edelaraudtee heeft twee enkelsporige niet-geëlektrificeerde spoorlijnen in bezit richting het zuidwesten van het land. Verder zijn er nog goederenspoorlijnen eigendom van de energiemaatschappij Eesti Energia en van Kunda Trans.

## Toekomst
Er zijn plannen voor de Rail Baltica. Dit wordt een hogesnelheidslijn van Tallinn via Riga en Kaunas naar Warschau. De lijn zal minimaal 950 kilometer lang worden.

## Lijst van spoorwegen
| Naam                           | Lengte   | Eigenschappen                        | Eigenaar      | Opmerkingen                                                |
| ------------------------------ | -------- | ------------------------------------ | ------------- | ---------------------------------------------------------- |
| Spoorlijn Tallinn - Narva      | 209,6 km | enkel/dubbel, deels geëlektrificeerd | Eesti Raudtee |                                                            |
| Spoorlijn Tallinn - Paldiski   | 47,7 km  | enkel/dubbel, geëlektrificeerd       | Eesti Raudtee |                                                            |
| Spoorlijn Keila - Haapsalu     | 24,4 km  | enkel/dubbel, geëlektrificeerd       | Eesti Raudtee | Niet meer in gebruik tussen Turba en Haapsalu              |
| Spoorlijn Tapa - Tartu         | 112,5 km | enkel, niet geëlektrificeerd         | Eesti Raudtee |                                                            |
| Spoorlijn Tartu - Valga        | 82,5 km  | enkel, niet geëlektrificeerd         | Eesti Raudtee |                                                            |
| Spoorlijn Tartu - Petsjory     | 83,5 km  | enkel, niet geëlektrificeerd         | Eesti Raudtee | Tussen Koidula en Petsjory alleen in gebruik voor goederen |
| Spoorlijn Klooga - Kloogaranna | 3,4 km   | enkel, geëlektrificeerd              | Eesti Raudtee |                                                            |
| Spoorlijn Valga - Petsjory     | 91,5 km  | enkel, niet geëlektrificeerd         | Eesti Raudtee | Alleen in gebruik voor goederen                            |
| Spoorlijn Tallinn - Mõisaküla  | 141,4 km | enkel, niet geëlektrificeerd         | Edelaraudtee  | Niet meer in gebruik                                       |
| Spoorlijn Lelle – Viljandi     | 78,7 km  | enkel, niet geëlektrificeerd         | Edelaraudtee  |                                                            |
| Põlevkivi Raudtee              | 200 km   | enkel, niet geëlektrificeerd         | Eesti Energia | Goederenspoor voor olie                                    |
| Spoorlijn Rakvere – Kunda      | 19 km    | enkel, niet geëlektrificeerd         | Kunda Trans   | Goederenspoor                                              |